# Edmund
Edmund je moško osebno ime.

## Izvor imena
Ime Edmund izhaja iz angleščine, in sicer iz staroangleškega imena Eadmund. To razlagajo kot zloženko iz staroangleških besed ēad v pomenu besede »posest« in mund »obramba«.

## Različice imena
- moške različice imena: Edi, Edmond, Edo,
- ženska različica imena: Edmunda

## Pogostost imena
Po podatkih Statističnega urada Republike Slovenije je bilo na dan 31. decembra 2007 v Sloveniji število moških oseb z imenom Edmund: 53.

## Osebni praznik
Ime Edmund je v koledarju zapisano 20. novembra (Edmund, angleški kralj in mučenec, † 20. nov. 870).

## Znane osebe
- Edmund Hillary, novozelandski častnik, alpinist in raziskovalec